# Comunele din Țările de Jos

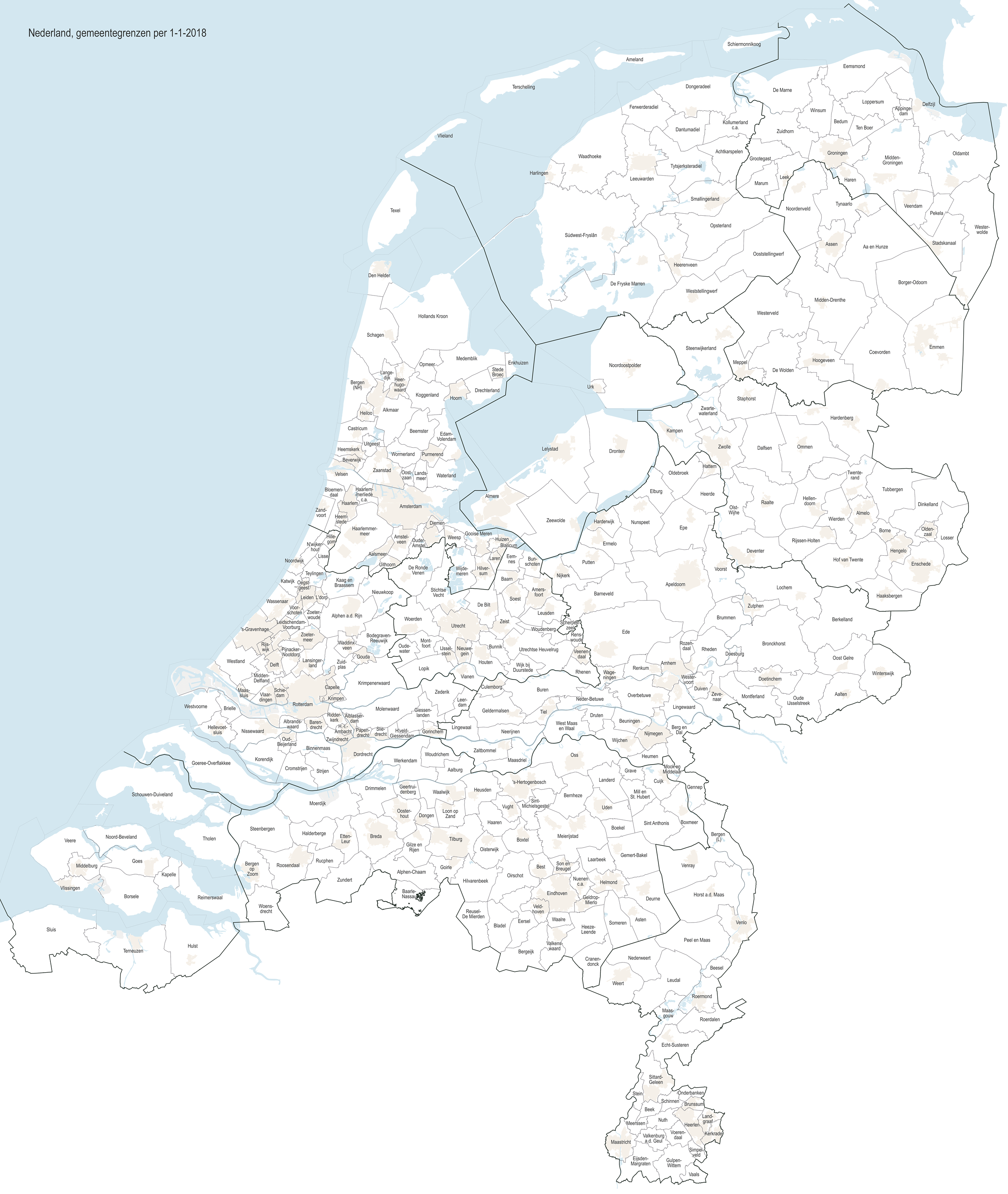
Comunele din Țările de Jos (2018)

Comuna (neerlandeză gemeente – „municipalitate”) este cea mai mică diviziune administrativă a Țărilor de Jos. Mai multe „comune” formează o provincie.
„Comunele” au fost create de Napoleon, care căuta să unifice diviziunile administrative in Imperiul său. În 1811, fiecare „comună” olandeză trebuia să aibă un minim de 500 locuitori. În ultimele decenii administrația olandeză a realizat reducerea numărului „comunelor” printr-o serie de fuziuni, numărul acestora fiind redus până la 380, la 1 ianuarie 2018. 

## Rol
Legea fundamentală (Grondwet) și Codul Comunelor (Gemeentewet) fixează cadrul de funcționare, precum și drepturile și obligațiile administrației.
Fiecare comună este condusă de un consiliu municipal ales prin sufragiu direct odată la 4 ani. Numărul consilierilor (raadsleden) depinde de numărul de locuitori, fiind de minim nouă și de maxim patruzeci și cinci (Amsterdam, Rotterdam, Haga și Utrecht). Ședințele consiliului sunt publice.
Aleșii sunt în general membrii fie ai unei filiale locale a unui partid politic național, fie membrii ai unui partid politic local.
Primarul (burgemeester) este propus de către ministrul de interne și numit de către coroana olandeză prin decret regal, pe o perioadă de șase ani. Primarul prezidează consiliul, fără a face parte însă din acesta. Este asistat de adjuncți (wethouders) numiți de către consiliu. Numărul adjuncților depinde de numărul de locuitori ai comunei.

## Tipuri
Există mai multe tipuri de comune în funcție de numele acestora:
- comune formate dintr-un oraș sau sat mai important, ce a dat numele comunei, și o serie de alte localități adiționale; de exemplu:
  - comuna Utrecht, este formată din orașul propriu zis Utrecht și satele De Meern, Haarzuilens, Vleuten.
- comune cu nume dublu, ale căror cele mai importante localități sunt cele două care au dat numele comunei;de exemplu:
  - comuna Pijnacker-Nootdorp, este formată din satele Pijnacker și Nootdorp.
- comune formate din mai multe localități, dar numele comunei nu este dat de nici una dintre acestea; de exemplu:
  - comuna Smallingerland este formată din orașul Drachten și localitățile limitrofe Boornbergum, De Tike, De Veenhoop, De Wilgen, Drachtstercompagnie, Goëngahuizen, Houtigehage, Kortehemmen, Nijega, Opeinde, Oudega, Rottevalle și Smalle Ee.

## Listă

### A
| - Aa en Hunze - Aalburg - Aalsmeer - Aalten - Achtkarspelen                                                                     | - Alblasserdam - Albrandswaard - Alkmaar - Almelo - Almere                                                           | - Alphen aan den Rijn - Alphen-Chaam - Ameland - Amersfoort - Amstelveen                                | - Amsterdam - Apeldoorn - Appingedam - Arnhem - Assen                                                       | - Asten                                                                                             |  |
| B | | | | |  |
| - Baarle-Nassau - Baarn - Barendrecht - Barneveld - Bedum - Beek - Beemster - Beesel                                            | - Berg en Dal - Bergeijk - Bergen, Limburg - Bergen (Olanda de Nord) - Bergen op Zoom - Berkelland - Bernheze - Best | - Beuningen - Beverwijk - Binnenmaas - Bladel - Blaricum - Bloemendaal - Bodegraven-Reeuwijk            | - Boekel - Borger-Odoorn - Borne - Borsele - Boxmeer - Boxtel - Breda                                       | - Brielle - Bronckhorst - Brummen - Brunssum - Bunnik - Bunschoten - Buren                          |  |
| C | | | | |  |
| - Capelle aan den IJssel - Castricum - Coevorden - Cranendonck - Cromstrijen                                                    | - Culemborg - Cuijk                                                                                                  | | | |  |
| D | | | | |  |
| - Dalfsen - Dantumadiel - De Bilt - De Fryske Marren - De Marne                                                                 | - De Ronde Venen - De Wolden - Delft - Delfzijl - Den Helder                                                         | - Deurne - Deventer - Diemen - Dinkelland - Doesburg                                                    | - Doetinchem - Dongen - Dongeradeel - Dordrecht - Drechterland                                              | - Drimmelen - Dronten - Druten - Duiven                                                             |  |
| E | | | | |  |
| - Echt-Susteren - Edam-Volendam - Ede - Eemnes - Eemsmond                                                                       | - Eersel - Eijsden-Margraten - Eindhoven - Elburg - Emmen                                                            | - Enkhuizen - Enschede - Epe - Ermelo - Etten-Leur                                                      | | |  |
| - Ferwerderadiel | | | | |  |
| - Geertruidenberg - Geldermalsen - Geldrop-Mierlo - Gemert-Bakel - Gennep                                                       | - Giessenlanden - Gilze en Rijen - Goeree-Overflakkee - Goes - Goirle                                                | - Gooise Meren - Gorinchem - Gouda - Grave - Groningen                                                  | - Grootegast - Gulpen-Wittem                                                                                | |  |
| H | | | | |  |
| - Haaksbergen - Haaren - Haarlem - Haarlemmerliede en Spaarnwoude - Haarlemmermeer - Haga (Den Haag) - Halderberge - Hardenberg | - Harderwijk - Hardinxveld-Giessendam - Haren - Harlingen - Hattem - Heemskerk - Heemstede - Heerde                  | - Heerenveen - Heerhugowaard - Heerlen - Heeze-Leende - Heiloo - Hellendoorn - Hellevoetsluis - Helmond | - Hendrik-Ido-Ambacht - Hengelo - 's-Hertogenbosch - Heumen - Heusden - Hillegom - Hilvarenbeek - Hilversum | - Hof van Twente - Hollands Kroon - Hoogeveen - Hoorn - Horst aan de Maas - Houten - Huizen - Hulst |  |
| K | | | | |  |
| - Kaag en Braassem - Kampen - Kapelle - Katwijk - Kerkrade                                                                      | - Koggenland - Kollumerland en Nieuwkruisland - Korendijk - Krimpen aan den IJssel - Krimpenerwaard                  | | | |  |
| L | | | | |  |
| - Laarbeek - Landerd - Landgraaf - Landsmeer - Langedijk                                                                        | - Lansingerland - Laren - Leek - Leerdam - Leeuwarden                                                                | - Leiden - Leiderdorp - Leidschendam-Voorburg - Lelystad - Leudal                                       | - Leusden - Lingewaal - Lingewaard - Lisse - Lochem                                                         | - Loon op Zand - Lopik - Loppersum - Losser                                                         |  |
| M | | | | |  |
| - Maasdriel - Maasgouw - Maassluis - Maastricht - Marum                                                                         | - Medemblik - Meerssen - Meierijstad - Meppel - Middelburg                                                           | - Midden-Delfland - Midden-Drenthe - Midden-Groningen - Mill en Sint Hubert - Moerdijk                  | - Molenwaard - Montferland - Montfoort - Mook en Middelaar                                                  | |  |
| N | | | | |  |
| - Neder-Betuwe - Nederweert - Neerijnen - Nieuwegein - Nieuwkoop                                                                | - Nijkerk - Nijmegen - Nissewaard - Noord-Beveland - Noordenveld                                                     | - Noordoostpolder - Noordwijk - Noordwijkerhout - Nuenen, Gerwen en Nederwetten - Nunspeet              | - Nuth | |  |
| O | | | | |  |
| - Oegstgeest - Oirschot - Oisterwijk - Oldambt - Oldebroek                                                                      | - Oldenzaal - Olst-Wijhe - Ommen - Onderbanken - Oost Gelre                                                          | - Oosterhout - Ooststellingwerf - Oostzaan - Opmeer - Opsterland                                        | - Oss - Oud-Beijerland - Oude IJsselstreek - Ouder-Amstel - Oudewater                                       | - Overbetuwe                                                                                        |  |
| P | | | | |  |
| - Papendrecht - Peel en Maas - Pekela - Pijnacker-Nootdorp - Purmerend                                                          | - Putten | | | |  |
| R | | | | |  |
| - Raalte - Reimerswaal - Renkum - Renswoude - Reusel-De Mierden                                                                 | - Rheden - Rhenen - Ridderkerk - Rijssen-Holten - Rijswijk                                                           | - Roerdalen - Roermond - Roosendaal - Rotterdam - Rozendaal                                             | - Rucphen                                                                                                   | |  |
| S | | | | |  |
| - Schagen - Scherpenzeel - Schiedam - Schiermonnikoog - Schinnen                                                                | - Schouwen-Duiveland - Simpelveld - Sint Anthonis - Sint-Michielsgestel - Sittard-Geleen                             | - Sliedrecht - Sluis - Smallingerland - Soest - Someren                                                 | - Son en Breugel - Stadskanaal - Staphorst - Stede Broec - Steenbergen                                      | - Steenwijkerland - Stein - Stichtse Vecht - Strijen - Súdwest-Fryslân                              |  |
| T | | | | |  |
| - Ten Boer - Terneuzen - Terschelling - Texel - Teylingen                                                                       | - Tholen - Tiel - Tilburg - Tubbergen - Twenterand                                                                   | - Tynaarlo - Tytsjerksteradiel                                                                          | | |  |
| U | | | | |  |
| - Uden - Uitgeest - Uithoorn - Urk - Utrecht                                                                                    | - Utrechtse Heuvelrug                                                                                                | | | |  |
| V | | | | |  |
| - Vaals - Valkenburg aan de Geul - Valkenswaard - Veendam - Veenendaal                                                          | - Veere - Veldhoven - Velsen - Venlo - Venray                                                                        | - Vianen - Vlaardingen - Vlieland - Vlissingen - Voerendaal                                             | - Voorschoten - Voorst - Vught                                                                              | |  |
| W | | | | |  |
| - Waadhoeke - Waalre - Waalwijk - Waddinxveen - Wageningen - Wassenaar                                                          | - Waterland - Weert - Weesp - Werkendam - West Maas en Waal - Westerveld                                             | - Westervoort - Westerwolde - Westland - Weststellingwerf - Westvoorne - Wierden                        | - Wijchen - Wijdemeren - Wijk bij Duurstede - Winsum - Winterswijk                                          | - Woensdrecht - Woerden - Wormerland - Woudenberg - Woudrichem                                      |  |
| - IJsselstein | | | | |  |
| - Zaanstad - Zaltbommel - Zandvoort - Zederik - Zeewolde                                                                        | - Zeist - Zevenaar - Zoetermeer - Zoeterwoude - Zuidhorn                                                             | - Zuidplas - Zundert - Zutphen - Zwartewaterland - Zwijndrecht                                          | - Zwolle | |  |